# Guennadi Moisséiev
Guennadi Anatólievitx Moisséiev, més conegut com a Guennadi Moisséiev (rus: Геннадий Анатольевич Моисеев)  (districte de Gàttxina, 3 de febrer de 1948 - Sant Petersburg, 23 de juliol de 2017) fou un pilot de motocròs rus, guanyador de tres Campionats del Món de motocròs en la categoria de 250cc. També formà part de l'equip soviètic guanyador del Motocross des Nations de 1978 i del Trophée des Nations de 1979.
Moisséiev, com molts altres esportistes russos de l'època, era militar a l'Exèrcit Soviètic, arribant a comandant durant la seva carrera. També fou militar soviètic Vladímir Kàvinov, subcampió del món en 250cc el 1977 i company seu a KTM. Ambdós pilots foren gairebé imbatibles durant anys, gràcies al seu bon estat de forma física i a les tàctiques d'equip i disciplina adquirides a l'exèrcit.

## Biografia
Moisséiev era nascut al poble de Vvedenskoe (Введенское), ben a prop de Vyritsa (Вырица), al districte de Gatchina de l'óblast de Leningrad. El seu pare, Anatoli Pàvlovitx Moisséiev, treballava de conductor i els seus germans Víktor i Aleksandr eren uns apassionats de la mecànica automobilística. A tretze anys, Guennadi va començar a conduir el ciclomotor del seu pare. El 1964, assistí com a espectador al Gran Premi de l'URSS del mundial de motocròs de 250cc, que s'esqueia el 19 de juliol a Jukki (Юкки), prop de Sant Petersburg -Leningrad a l'època. Fou aleshores quan decidí de dedicar-se a aquest esport, i aquell mateix any fou admès a la secció de motocròs del Palau dels Pioners de Sant Petersburg i li assignaren la seva primera moto, una Kovrovec. El primer mentor del jove esportista va ser Kiril Aleksàndrovitx Demianski. Després de graduar-se, va començar a treballar com a aprenent d'electricista als voltants de la ciutat de Puixkin, antiga Tsàrskoie Seló. Compaginava la feina amb la preparació esportiva i es passava dues hores i mitja diàries practicant amb la moto.

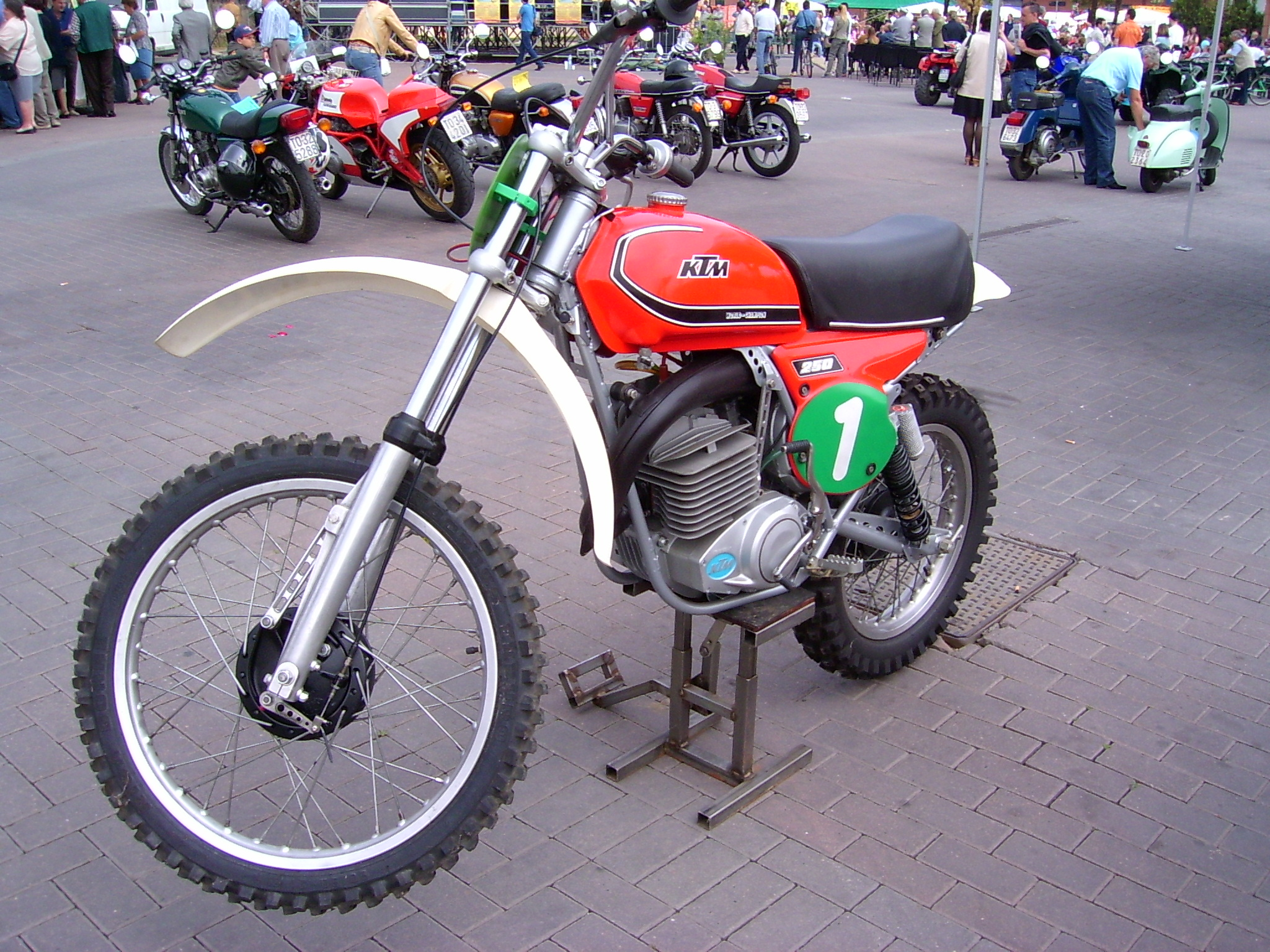
Una KTM 250 de 1977, com la que pilotà Moisséiev al mundial aquell any

El 1965 va participar per primera vegada al Campionat de l'URSS Juvenil i ja el 1966, a 18 anys, fou tercer al campionat en la categoria dels 175cc amb la ČZ. Aquell mateix any fou inclòs a la selecció soviètica, i el següent, 1967, va participar per primera vegada al mundial i va acabar tercer en un Gran Premi, concretament el de l'URSS, disputat a Bélgorod (óblast de Bélgorod) el 6 d'agost. El 1970 va guanyar el seu primer campioant de l'URSS absolut, a la categoria dels 250cc. Al llarg de la seva carrera, guanyà aquest campionat un total de set vegades (totes a la cilindrada dels 250cc, tret del 1976 que el guanyà en la dels 175cc).
Després d'un període en què no va aconseguir gaire resultats rellevants al mundial, a finals de la temporada de 1972 les autoritats soviètiques canviaren el seu criteri restrictiu i permeteren els millors pilots del país de competir amb la marca austríaca KTM. Els resultats no trigaren a arribar i el 1974, Guennadi Moisséiev aconseguí amb la KTM el campionat del món de motocròs de 250cc, nou anys després que Víktor Arbékov guanyés, el 1965, el primer mundial per a l'URSS. Cal dir que el títol mundial de 1974 li fou concedit, un cop acabada la temporada, al congrés de la tardor de la FIM, enmig d'una forta polèmica causada per la reclamació soviètica contra el teòric guanyador del campionat, el txec Jaroslav Falta. L'afer fou molt sonat a l'època i, actualment, hom considera sovint Falta el guanyador "moral" d'aquell campionat.
Guennadi Moisséiev revalidà el títol dues vegades més, concretament els anys 1977 i 1978, i fou subcampió el 1976 a només un punt del campió, Heikki Mikkola. El seu tercer mundial, aconseguit a l'edat de 30 anys, el guanyà al darrer Gran Premi de la temporada, el de l'URSS, que es va disputar casualment a un circuit que ell coneixia molt bé: Jukki. A partir de 1980, les autoritats soviètiques tornaren a canviar de criteri i deixaren de permetre que els seus pilots competissin amb motocicletes de fora el teló d'acer, motiu pel qual Moisséiev i la resta dels seus compatriotes hagueren d'abandonar KTM i tornar a córrer amb la marca txecoslovaca CZ. D'ençà d'aleshores la seva carrera començà a declinar, ja que les CZ eren lluny del seu moment dolç, esdevingut a finals de la dècada del 1960.

### Retirada
Un cop retirat de la competició, Moisséiev va passar a fer d'entrenador. El desembre del 2000 fou escollit president de la Federació de Motociclisme de Rússia. Un cop jubilat, va continuar ajudant a formar adolescents al Palau dels Pioners de Sant Petersburg.
El 1977 fou premiat amb l'Orde de la Bandera Roja del Treball i, un any més tard, amb el títol honorífic de Mestre emèrit d'esports (Заслуженный мастер спорта). El 1980, Moisséiev publicà el llibre autobiogràfic «Длинна дорога на Олимп» ("El camí cap a l'Olimp és llarg").
Guennadi Moisséiev es va morir el 23 de juliol de 2017 després d'una llarga malaltia.

## Palmarès internacional
| Any          | Motocicleta  | Mundial 250cc | Per equips | Per equips |
| Any          | Motocicleta  | Mundial 250cc | MXDN       | Trophée    |
| ------------ | ------------ | ------------- | ---------- | ---------- |
| 1967         | ČZ           | 10è           |            |            |
| 1968         | ČZ           | 15è           |            |            |
| 1969         | ČZ           | 10è           |            |            |
| 1970         | ČZ           | 15è           |            |            |
| 1971         | ČZ           | 15è           |            |            |
| 1972         | ČZ/KTM       | 11è           |            |            |
| 1973         | KTM          | 5è            |            |            |
| 1974         | KTM          | 1r            |            |            |
| 1975         | KTM          | 12è           |            |            |
| 1976         | KTM          | 2n            |            |            |
| 1977         | KTM          | 1r            |            |            |
| 1978         | KTM          | 1r            | 1r         |            |
| 1979         | KTM          | 4t            |            | 1r         |
| 1980         | ČZ           | 16è           |            |            |
| 1981         | ČZ           | 35è           |            |            |
| 1982         | KTM          | 33è           |            |            |
| Total títols | Total títols | 3             | 1          | 1          |

1. ↑  La classificació consignada a MXDN i Trophée fa referència a la posició final obtinguda per l'equip estatal